# ماریا آمالیا
ماریا آمالیا (انگلیسی: Maria Amalia of Saxony؛ ۲۴ نوامبر ۱۷۲۴ – ۲۷ سپتامبر ۱۷۶۰) یک ملکه همسر اهل اسپانیا بود. وی دختر آگوستوس سوم لهستان بود که با کارلوس سوم اسپانیا ازدواج کرد.